# ラ・イル

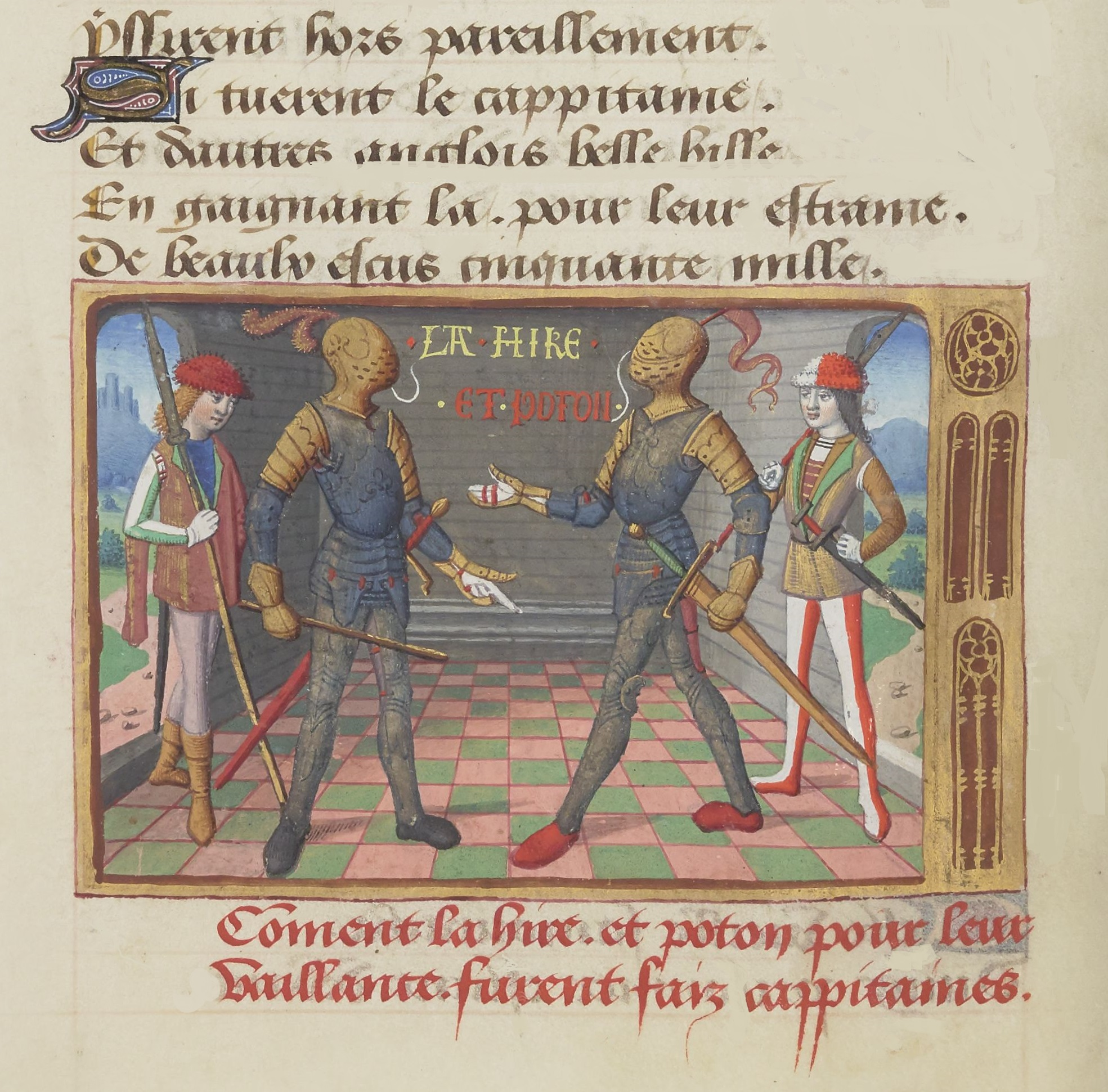
15世紀の彩色本に描かれたラ・イルとザントライユ

ラ・イル（La Hire）ことエティエンヌ・ド・ヴィニョル（Étienne de Vignolles, 1390年頃 - 1443年1月11日）は、フランスの軍人。百年戦争後期で活躍した人物で、ジャンヌ・ダルクの戦友であったことでも知られる。

## 経歴

ラ・イルの紋章

ガスコーニュのプレシャック＝レ＝バンに生まれる。
少年時代からイングランド軍との戦いに明け暮れていたという。アルマニャック伯ベルナール7世元帥の軍に加わったのが最初の軍歴である。1411年にピカルディーへ侵攻、1418年にアルマニャック派の一員としてシャルル7世の軍に加わり、ブルゴーニュ派との戦いで頭角を現す。クシー城を一時的にブルゴーニュ派から奪還した戦いで武名を挙げる。この際に「王に非ず公に非ず、侯にも非ず、伯にも非ず、我はクシー城主なり」という言葉を残したといわれる。
その後、バル枢機卿ルイ1世に雇われ、ヴェルマンドワ、ラン、ロレーヌなどで戦った。1421年にはボージェの戦いに参戦している。この際に泊まっていた宿で暖炉が彼の足の上に落ちてきて片足を骨折した。この後遺症で足を引きずるようにして歩くようになったが、彼の傭兵生活の妨げとはならなかったようである。1427年にイングランド軍がモンタルジを包囲した際、ジャン・ド・デュノワらと共にイングランド軍を破りモンタルジを解放した。
1428年10月25日にオルレアン防衛のための援軍としてデュノワと同郷のジャン・ポトン・ド・ザントライユらと共に同地に駆け付け、目覚ましい戦功をあげた（オルレアン包囲戦）。またシャルル7世から軍資金を引き出すため、オルレアンとシノンの王宮を何度も往復した。1429年2月のニシンの戦いに敗れオルレアンから離脱するが、ジャンヌ・ダルクがやってくると、彼女に最も忠実な戦友の1人となった。ジャンヌと共に戦ってイングランド軍のオルレアン包囲網を突破、続いてアランソン公ジャン2世、ジル・ド・レ、アンドレ・ド・ラヴァルらと合流してロワール川沿岸を進軍した。パテーの戦いではザントライユと共に指揮官としての才能を存分に発揮し、フランスに勝利をもたらした。
1431年、ルーアンへジャンヌ奪還に向かうも失敗、ジャンヌが火刑台で処刑された時には、自身もドゥルダンでイングランド軍の捕虜となっていた。シャルル7世が身代金の一部を負担することにより解放され、解放後にはフランス軍の総司令官となったアルテュール・ド・リッシュモン大元帥の主要な武将として活躍。ザントライユと共に指揮官として1435年のジェルブロワの戦い（en）に臨んだ。この勝利によって、1438年にはノルマンディー総司令官と呼ばれたが、1443年1月11日、モントーバンで負傷、死去した。

## 人物・評価
百年戦争中盤までのフランス軍における傭兵制度の下においての司令官であり、赫々たる武勲がある。一方で略奪癖は直らず、国王と常備軍への軍制改革の流れの中で孤立していった。また、野戦においてはリッシュモン大元帥の指揮下でこそ活躍したが、その指揮下を離れると敗北するのが常であり、1435年に単独でトーマス・スケールズ麾下のイングランド軍に敗北、1436年にもイングランドの将軍ジョン・タルボットにザントライユ共々敗れ、1437年には陣営をタルボット・スケールズに奇襲され、ザントライユが捕えられ辛うじて逃げ延びるなど散々であった。ただし略奪や野戦における敗北は傭兵制度の下での常である。
古仏語で「憤怒」を意味する「ラ・イル」のあだ名は、彼が粗暴で怒りっぽい性格であったことに由来する。今日のフランス語でも「癇癪持ち」を意味する語として残っている。
元々教会や信仰にはまるで関心を持っていなかったが、ジャンヌが厳しく告解を迫るので、ついに彼も折れて告解をしたという。部下たちも多くがそれに倣って告解したようである。
トランプのハートのジャックのモデルとして知られている。
モンタルジ解放の時、以下のように神に祈ったとされる。「もしもお前がラ・イルで、ラ・イルが神様だったら、ラ・イルがお前にしてほしいと思うだろうことをラ・イルのためにしてやってくれ」。

## ラ・イルが登場する作品

### 映画
- 『ジャンヌ・ダーク』（1948年、アメリカ、演：ワード・ボンド）
- 『聖女ジャンヌ・ダーク』（1957年、イギリス・アメリカ合作、演：パトリック・バー（英語版））
- 『ジャンヌ 愛と自由の天使／ジャンヌ 薔薇の十字架（フランス語版）』（1994年、フランス、演：ステファヌ・ブーシュ（フランス語版）） - 二部構成で、日本ではオリジナルより短い短縮バージョンが公開。完全版は『ジャンヌ・ダルク/I 戦闘　II 牢獄』の邦題で公開。
- 『ジャンヌ・ダルク』（1999年、フランス・アメリカ合作、演：リチャード・ライディングス（英語版））

### テレビシリーズ
- 『ヴァージン・ブレイド ジャンヌ・ダルクの真実』（1999年、アメリカ、演：ピーター・ストラウス）

### 舞台
- 『ジャンヌ・ダルク』（2010年、日本、演：春海四方）

### 漫画
- 枡狐/蛙空『魔法少女たると☆マギカ The Legend of "Jeanne d'Arc"』芳文社、まんがタイムきらら☆マギカ、2013年-2017年
- 岡児志太郎『デゾルドル』講談社、月刊モーニングtwo、2017年-連載中

### アニメ
- 『ユリシーズ ジャンヌ・ダルクと錬金の騎士』（2018年、日本、声：石上静香）

### 音楽朗読劇
- 『Chevre Note～シェーヴルノート～ Story from Jeanne d'Arc』（2019年、声：梅原裕一郎）

### テレビゲーム
- 『JEANNE D'ARC』（2006年、日本、声：斎藤志郎）
- 『BLADESTORM 百年戦争』（2007年、日本、声：大友龍三郎）